# Richard Rorty
Richard McKay Rorty (New York, 4 ottobre 1931 – Palo Alto, 8 giugno 2007) è stato un filosofo statunitense.
Ebbe una lunga carriera nel campo degli studi umanistici, filosofici e letterari. La sua variegata esperienza intellettuale lo avvicinò alla tradizione analitica, che rigettò in una fase successiva.

## Biografia
Nacque a New York; I genitori, James e Winifred Rorty, erano attivisti, scrittori e democratici sociali. Il nonno materno,  Walter Rauschenbusch, fu una figura centrale nel movimento del Vangelo sociale all'inizio del XX secolo.
Si iscrisse all'Università di Chicago prima di compiere 15 anni, e qui ricevette una laurea e un master in filosofia, studiando con il professore Richard McKeon, continuando gli studi all'Università di Yale per un PhD in filosofia (1952–1956). Sposò l'accademica Amélie Oksenberg, professoressa all'Università di Harvard, con cui ebbe un figlio, Jay Rorty, nato nel 1954. 

## Filosofia, conoscenza e mente
Rorty non propone una nuova interpretazione degli "oggetti" filosofici (quali Dio, l'Essere, l'Uomo), piuttosto cerca di scrollarsi di dosso un plurisecolare atteggiamento/impostazione filosofici. Stiamo parlando di quell'assioma che vorrebbe la filosofia giudice della validità delle varie manifestazioni della conoscenza, cioè una filosofia fondazionale. Questo atteggiamento che si concretizza con chiarezza in Kant è ripreso con le dovute differenze dalla fenomenologia, dalla filosofia analitica, e ovviamente dal neokantismo; tutti tentativi di mantenere la filosofia nel filone kantiano, cioè la filosofia nel ruolo di corte suprema del sapere.
Il presupposto che sorregge questo approccio è l'idea di mente come specchio, cioè la mente rappresenta (a volte in modo corretto, altre volte errando) la realtà. La mente, dal momento che viene insignita di questa facoltà, è stata oggetto di pulitura e riparazione continua per essere il più icastica e veritiera possibile (vedi gli sforzi cartesiani e kantiani fra i tanti).

## Dalla filosofia alla post-filosofia
Questa dottrina speculare (riferimento a mente come specchio), affonda le sue radici in Platone; questa aspirazione epistemologica o fondazionale (termini considerati sinonimi da Rorty) è difesa da pensatori quali i già nominati Kant e Cartesio e non per ultimo Locke. Tuttavia, altri pensatori quali Wittgenstein e Heidegger, dopo esser caduti nella trappola fondazionale, hanno impiegato il restante tempo a dissuadere i posteri da una tale scelta.
Importante è dire che, per l'autore de La filosofia e lo specchio della natura, dopo la filosofia ci sarà ancora filosofia, tuttavia decadrà quell'impulso atavico che spinge verso una sistematizzazione dell'Essere/della Conoscenza.
Così, a dispetto di una filosofia sistematica, potremo gustare una filosofia edificante (la quale è satirica e aforistica e opera una distruzione a beneficio "della loro propria generazione").
Il filosofo post-metafisico, scevro da ogni tentazione di ulteriorità universale, dovrà vertere sulla formazione degli uomini attraverso il dialogo e più in particolare mediante l'attivazione (mantenimento) di una democrazia dialettica, lasciandosi definitivamente alle spalle ogni compito gnoseologico.

## Opere tradotte in italiano
- La svolta linguistica [1967], Garzanti, Milano, 1994
- La filosofia e lo specchio della natura [1979], Bompiani, Milano, 1986
- Conseguenze del pragmatismo [1982], Feltrinelli, Milano, 1986
- La filosofia dopo la filosofia: contingenza, ironia e solidarietà [1989], Laterza, Bari-Roma, 1989
- Scritti filosofici. Vol. 1 [1991], Bari, Laterza, 1994
- Scritti filosofici. Vol. 2, Laterza, Milano, 1993 (contiene i "Saggi su Heidegger")
- Una sinistra per il prossimo secolo. L'eredità dei movimenti progressisti americani del Novecento.[1998],Garzanti, Milano, 1999.
- Verità e progresso. Scritti filosofici [1998], Feltrinelli, Milano, 2003
- Il futuro della religione. Solidarietà, ironia, carità, Garzanti, Milano, 2005 (coautore:Gianni Vattimo)